# Peter Sieve
Peter Sieve (* 1964 in Cloppenburg) ist ein deutscher Historiker und Archivar.

## Leben
Er studierte mittlere und neuere Geschichte und Germanistik (1993 Magister Artium an der Universität Münster). Seit 1994 ist er Archivar im Archiv des Bischöflich Münsterschen Offizialates in Vechta.

## Schriften (Auswahl)
- mit Willi Baumann (Hg): Die katholische Kirche im Oldenburger Land. Ein Handbuch. Festgabe für Dr. Max Georg Freiherr von Twickel zum 25. Jahrestag seiner Amtseinführung als Bischöflicher Offizial in Vechta. Vechta 1995, ISBN 3-929358-99-9.
- Friesoythe im 18. Jahrhundert. Bevölkerung, Wirtschaft, Verfassung und Gesellschaft in einer Kleinstadt des Niederstifts Münster. Oldenburg 1997, ISBN 3-89598-468-X.
- Hof- und Familiengeschichte Sieve. Vechta 2003, OCLC 249506667.
- mit Bernhard Frings: Zwangsarbeiter im Bistum Münster. Kirchliches Handeln im Spannungsfeld von Arbeitseinsatz, Seelsorge und Krankenpflege. Münster 2003, ISBN 3-933144-64-7.
- mit Willi Baumann (Hg): Der katholische Klerus im Oldenburger Land. Ein Handbuch. Festgabe aus Anlass des 175-jährigen Jubiläums des Bischöflich Münsterschen Offizialates in Vechta. Münster 2006, ISBN 3-937961-32-1.
- Die Bürgermeister der Stadt Friesoythe. Friesoythe 2007, ISBN 978-3-00-023394-4.
- Juden in Vechta 1709–1939. Überblick zur Geschichte der Synagogengemeinde Vechta. Vechta 2013, OCLC 1099578045.
- Dr. med. Franz Jacobi. Ein Amtsmedicus jüdischer Herkunft im Fürstbistum Münster. Zugleich ein Beitrag zur Medizingeschichte des Amtes Vechta. Oldenburg 2014, ISBN 978-3-7308-1068-2.